# Télévision en Suisse

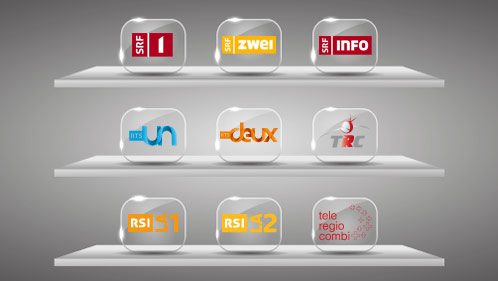
Logos des chaînes publiques de la SRG SSR

La télévision en Suisse est introduite en 1950, les émissions régulières commençant en 1953. Les résidents suisses sont soumis à la redevance audiovisuelle, qui sert à financer la Société suisse de radiodiffusion et télévision (SRG SSR).
Trois entreprises audiovisuelles publiques appartenant à la SRG SSR possèdent des chaînes de télévisions dans les langues principales de la Suisse : la Schweizer Radio und Fernsehen (SRF) pour la Suisse allemande, la Radio télévision suisse (RTS) pour la Suisse romande et la Radiotelevisione svizzera di lingua italiana (RSI) pour la Suisse italienne. La Radiotelevisiun Svizra Rumantscha (RSR) ne possède pas de chaîne de télévision, mais produit des émissions en romanche pour les chaînes de la SRF et la RSI.

## Histoire
L'histoire de la télévision en Suisse commence avec les premières émissions d'essai en 1939. Les émissions régulières sont lancées en 1953, d'abord une heure par jour, cinq jours par semaine, et uniquement en allemand. Les émissions en français ont commencé en 1954 et celles en italien en 1958.
La première émission en romanche est diffusée en 1963, dix ans après le début des transmissions télévisées régulières. Aujourd'hui encore, il n'existe pas de chaîne dédiée en romanche, mais les chaînes allemandes et italiennes diffusent quelques heures de programmes en romanche par jour produits par la Radiotelevisiun Svizra Rumantscha (RTR). Dans les années 1960, la publicité télévisée est introduite en 1964 et la télévision en couleur en 1968. La Télévision suisse romande diffuse son premier programme du soir en couleur en 1968. 1968 est aussi la première année où plus d'un million de ménages suisses disposent d'un téléviseur.
En 1984, le service de télétexte suisse, SWISS TXT, est lancé. En 1993, une quatrième chaîne de la SRG SSR est créée, d'abord nommée S Plus, puis rebaptisée Suisse 4 (Schweiz 4). Elle a été supprimée en 1997 après de faibles taux d'audience. La même année, toutes les filiales de SRG SSR ont lancé une deuxième chaîne, et SF 2, TSR 2 et TSI 2 ont vu le jour.
La télévision analogique a été progressivement abandonnée à partir de juillet 2006, lorsque la TSI (aujourd'hui la RSI, Radiotelevisione svizzera di lingua italiana) a commencé à abandonner l'analogique. Le processus s'est poursuivi jusqu'en janvier 2008, date à laquelle l'arrêt de la diffusion analogique en Valais et dans le Chablais a achevé la transition vers la télévision numérique en Suisse.
En septembre 2018, la SRG SSR annonce qu'elle abandonne la diffusion hertzienne en DVB-T en 2019, pour des raisons de coûts, au profit de la mise en place du DVB-T2. Les services restent disponibles par satellite crypté en libre accès, qui offre les chaînes de la SRG SSR en haute définition.

## Nombre de téléviseur des ménages entre 1956 et 1973
En décembre 1956, le nombre des abonnés à la télévision atteint en Suisse les 20 000 concessionnaires. Qu'au court de l'année 1956, leur nombre a pratiquement doublé et que cet accroissement dépasse les estimations du message du Conseil fédéral concernant l'aménagement de la télévision suisse, du 8 mars 1955. Les concessionnaires se concentrent dans le rayon des émetteurs, soit sur le plateau, dans la région de Bâle, au Tessin, qui reçoit les émissions de la télévision italienne. Zurich détient le plus de concessionnaire par habitant, 23 pour 1 000 ménages. En 1959, 50 000 ménages sont équipés de la télévision. En août 1961, le nombre de téléspectateurs (par téléspectateurs, il convient d'entendre les concessionnaires d'un poste récepteur de télévision) est de 172 900. La suisse alémanique en compte 126 077, la suisse romande 35 975 et la suisse italienne 10 848. En juin 1964, alors que les suisses fêtent leur Exposition nationale, le nombre de téléspectateur-concessionnaire est passé à 442 573. En suisse alémanique 318 064, en suisse romande 102 022, et en suisse italienne 22 487. En janvier 1965, le demi-million de téléspectateur est dépassé, avec 505 157. En suisse alémanique 363 318, en suisse romande 116 771, et en suisse italienne 25 068. On comptait à cette époque un poste TV pour quatre radios. 1 616 866 concessionnaires de radio, dont 407 806 abonnées à la télédiffusion et 36 109 abonnées à la rediffusion. En octobre 1968, on passe à 984 081 concessions de téléviseurs, avec 693 989 en suisse alémanique, 243 369 en suisse romande, et 46 723 en suisse italienne. À la même date, sur près d'un million de récepteur, il y a 7 695 appareils récepteurs de télévision pour la couleur, dont 7 427 en suisse alémanique, 171 en suisse romande, et 97 en suisse italienne. En octobre 1971, le nombre de concession est de 1 381 922. En Suisse alémanique 986 911, en suisse romande 332 897, et en suisse italienne 62 114. À la même date en 1971, on compte 118 677 appareils récepteurs de télévision pour la couleur, dont 99 815 en suisse alémanique, 15 652 en suisse romande, et 3 210 en suisse italienne. En juin 1973, le nombre de concession est de 1 593 227, soit 1 146 256 en suisse alémanique, 377 005 en suisse romande et 69 966 en suisse italienne. À la même date, on compte 292 632 appareils récepteurs de télévision pour la couleur, dont 240 337 en suisse alémanique, 44 627 en suisse romande et 7 668 en suisse italienne. 
Le nombre d'habitants en Suisse à fin décembre 1956 est de 5,1 millions, en décembre 1961, 5,51 millions, en décembre 1964, 5,83 millions, en décembre 1971, 6,23 millions, en décembre 1973, 6,33 millions. La proportion des étrangers, qui avait dépassé 10% de la population en 1960, se monte à 17,2% en 1970. Cela représente plus d’un million de personnes. Plus de la moitié d’entre elles (54%) viennent d’Italie en 1970 qui représentent 583 850 personnes, suivi des espagnols 121 239,. Parmi ces étrangers, certains sont sous le régime des saisonniers avec le permis A, et impose aux travailleurs étrangers de ne séjourner que neuf mois sur douze en Suisse avant de devoir retourner dans leur pays, puis d'obtenir un nouveau permis saisonnier,. Cette contrainte du retour devait impacter l'utilité de l'achat d'un téléviseur sur ces travailleurs étrangers qui vivaient également souvent dans des baraquements.
En 1960, le pourcentage des ménages est composé de 14,2 % d'une personne, 26,8 % de deux personnes, 20,61 % de trois personnes, 17,18 % de quatre personnes, 21,22 % de cinq personnes et plus. Dix ans en plus tard, en 1970, le pourcentage des ménages est composé de 19,64 % d'une personne, 28,46 % de deux personnes, 19,27 % de trois personnes, 16,91 % de quatre personnes, 15,73 % de cinq personnes et plus.
L'équipe de Suisse de football participe à la coupe du monde de 1962 et à la coupe du monde de 1966 durant cette période, avant de ne la retrouver que lors de la coupe du monde de 1994. Les coupes du monde accroissent la vente des télévisions à travers le monde dans les années 50 et 60. L'année 1971 est marquée par le droit de vote et d'éligibilité des femmes au niveau national, et où les premières femmes sont élues au Conseil national, lors des élections fédérales.

### Base légale
- Loi fédérale sur la radio et la télévision (LRTV) du 24 mars 2006 (état le 1er janvier 2024), RS 784.40.